# Epeorus longimanus
Epeorus longimanus je druh jepice z čeledi Heptageniidae. Přirozeně se vyskytuje v Severní Americe, především ve studených horních tocích. Dospělci se objevují od června do srpna s vrcholem výskytu mezi polovinou června a polovinou července. Nymfy tohoto druhu preferují chladné vody s rychlým proudem a žijí často v nadmořských výškách nad 1500 m. Dospělci dosahují délky těla 9 až 10 mm. Jejich charakteristickým znakem je tmavá skvrna na každém femuru. Jako první tento druh popsal Eaton v roce 1885.